# 广西兴业女童被性侵案
广西兴业女童被性侵案是2011-2013年間發生於广西玉林市兴业县大平山镇南村的性侵案，一名11岁（2011年时）留守女童被当地18名男性在两年时间里持续强奸、诱奸的一起案件，犯罪嫌疑人是受害者同村或邻村的居民，以中老年人为主，年龄从20多岁到70多岁不等。事件引起社会关于留守儿童遭受的中国大陆性暴力和中国大陆强奸问题。。

## 案件经过
被害人是小雨（化名）出生于2000年3月，第一次受害发生于2011年，接下来的两年间，同村、邻村共18名男性陆陆续续对她进行性侵犯，估计受害人被性侵了50次以上。2013年受害人父亲发觉后，分三次于4月27日、5月6日、7月23日到当地派出所报案，报告涉案人员共18人。
截止到2014年1月，18名犯罪嫌疑人中，14人被抓获，另有2人在逃、2人无法查明身份。在抓获的14名嫌疑人中，共有11人被移送检察机关，其中1人因证据不足释放。被起诉的10人中，9人被法院判处强奸罪，1人判猥亵罪。